# Francês antigo
Francês antigo é um termo usado por vezes para se referir a langue d'oïl, o espectro de variantes da linguagem românica falada em territórios que grosso modo, correspondem a metade setentrional da França moderna e partes da Bélgica e Suíça durante o período de cerca de 1000 a 1300.
Era conhecida na época como langue d'oïl para distingui-la da langue d'oc (também chamada de provençal), a qual bordejava estas áreas ao sul.

## Influências históricas

### Gaulês
O gaulês, uma língua céltica, extinguiu-se lentamente durante os longos séculos da dominação romana. Um punhado de palavras gaulesas sobreviveu no francês contemporâneo: termos tais como chêne ‘carvalho’ e charrue ‘arado’, são sobreviventes do gaulês, mas pouco mais de duzentas palavras do francês moderno possuem uma etimologia gaulesa; Delamarre (2003 pp. 389-90) lista 167. O latim era a língua comum do mundo romano ocidental e abriu um vasto horizonte cultural para seus falantes, algo que o gaulês não possibilitava, e assim cresceu às custas do último.

### Latim
Num certo sentido, o francês antigo começou quando o Império Romano conquistou o território denominado Gália durante as conquistas de Júlio César, as quais foram substancialmente concluídas em 51 a.C.. Os romanos introduziram a língua latina na região por volta de 120 a.C., quando ocuparam a Gália meridional durante as Guerras Púnicas.
A partir do período em que Plauto fazia seus escritos, o latim comum do mundo romano, a estrutura fonológica do latim clássico começou a mudar, produzindo o latim vulgar que era a língua comum falada no mundo romano ocidental. Este latim vulgar começou a variar fortemente da língua clássica em sua fonologia; o latim falado, em vez da algo artificial linguagem literária do latim clássico, foi a ancestral das línguas românicas, incluindo o francês antigo. Algumas palavras gaulesas influenciaram o latim vulgar e por conseguinte, não somente o francês antigo mas também outras línguas românicas. Por exemplo, o latim clássico equus foi substituído no idioma comum pelo latim vulgar caballus, derivado do gaulês caballos (Delamare 2003 p. 96), dando assim o francês moderno cheval, o italiano cavallo, o espanhol caballo, o português cavalo, o romeno cal e (por empréstimo do francês), o inglês cavalry ("cavalaria").

### Frâncico
O frâncico teve um grande impacto no vocabulário do francês antigo como resultado da conquista de boa parte do território da França moderna pelos Francos durante o período das Invasões bárbaras. O atual e os antigos nomes da língua derivam do nome dos francos. Um bom número de outros povos germânicos, incluindo os Burgúndios, estavam em atividade no território naquela época; as línguas germânicas faladas pelos francos, burgúndios e outros não eram línguas escritas e, pelo tempo decorrido, é freqüentemente difícil identificar de qual fonte germânica específica provém uma dada palavra em francês.
Filólogos tais como Pope (1934) estimam que talvez quinze por cento do vocabulário do francês moderno derivam de fontes germânicas; este vocabulário inclui um grande número de palavras comuns tais como haïr ‘odiar’, bateau ‘barco’ e hache ‘acha’ (machado), todas tomadas de fontes germânicas. Tem sido sugerido que o passé composé e outros tempos compostos usados na conjugação em francês são também a resultante de influências germânicas.
Em acréscimo às palavras germânicas que foram introduzidas através do frâncico, outras palavras germânicas no francês antigo apareceram como resultante dos assentamentos normandos na Normandia, durante o século X. Estas palavras vieram do Nórdico antigo falado pelos nórdicos que se estabeleceram na França setentrional durante o período; estes assentamentos foram legitimados e tornados permanentes em 911 sob Rolão.

### Os mais antigos escritos em francês antigo
Os mais antigos documentos citados como tendo sido escritos em francês são os Juramentos de Estrasburgo, que são tratados e escrituras registrados pelo rei Carlos o Calvo em 842. Estes documentos são escritos numa mistura de latim vulgar e romance antigo, e é difícil determinar pelo texto que temos como era sua pronúncia:
Pro Deo amur et pro Christian poblo et nostro commun salvament, d’ist di en avant, in quant Deus savir et podir me dunat, si salvarai eo cist meon fradre Karlo, et in aiudha et in cadhuna cosa. . . 
(Pelo amor de Deus e pelo povo cristão e nossa salvação comum, deste dia em diante, enquanto Deus saber e poder me der, defenderei meu irmão Carlos com minha ajuda em qualquer coisa…)
A partir da dinastia capetiana, que começou com Hugo Capeto em 987, a cultura da França setentrional começou a se desenvolver, e sua ascendência política sobre as áreas meridionais da Aquitânia e Toulouse foi lenta mas firmemente assegurada. A língua francesa atual, todavia, não começou a se tornar a língua comum de toda a nação até depois da Revolução Francesa.

## Variedades da língua
Dado que o francês antigo não consistia em um padrão único, variedades administrativas competitivas eram propagadas pelas cortes e cartórios provinciais. O dialeto franciano da Île-de-France era um entre outros padrões, que incluíam:
- o borgonhês da Borgonha, então um ducado independente cuja capital era Dijon;
- a língua picarda da Picardia, cujas principais cidades eram Calais e Lille. Foi dito que o picardo começava na porta leste de Notre Dame de Paris, tão extensa era sua influência;
- a língua normanda da Normandia, cujas principais cidades eram Ruão e Caen. A conquista normanda da Inglaterra levou muitos aristocratas falantes do normando para as Ilhas Britânicas. A maioria das palavras em normando antigo (às vezes chamadas de "francês") na língua inglesa refletem a influência desta variedade da língua de Oïl, a qual tornou-se um conduto para a introdução no domínio anglo-normando, como fez o controle anglo-normando de Anjou e Gasconha e outras possessões continentais. A língua anglo-normanda refletia uma cultura compartilhada em ambos os lados do Canal da Mancha. Finalmente, esta linguagem declinou e acabou por converter-se no francês legal, um jargão falado por advogados, o qual era usado no Direito inglês até o reinado de Carlos II. O normando, no entanto, ainda sobrevive na Normandia e nas Ilhas do Canal como uma língua regional;
- a língua valona, centrada em torno da cidade de Namur na atual Valónia;
- o galo da Bretanha, a língua românica do Ducado da Bretanha;
- o loreno, a língua românica do Ducado da Lorena;
- o pictavo-sântone, grupo linguístico dividido em pictavo, falado em Poitou, e o sântone, falado em Saintonge.

## Línguas derivadas do francês antigo
Esta langue d'oïl é a ancestral de várias línguas faladas hoje, incluindo:
- Berrichon
- Borgonhês-Morvandiau
- Champanhês
- Franco-Condês
- Francês
  -     - Francês baseado nas línguas crioulas

  - Francês acadiano
  - Francês belga
  - Francês cajun
  - Francês metropolitano (França Metropolitana)
  - Francês quebequense
  - Francês suíço
- Galo
- Loreno
- Normando
  - Guernésiais
  - Jèrriais
- Picardo
- Poitevin
- Saintongeais
- Valão